# Sebastian Brant
Sebastian Brant (sau Brandt) (n. 1458, Strasbourg, Sfântul Imperiu Roman – d. 10 mai 1521, Strasbourg, Sfântul Imperiu Roman) a fost un scriitor alsacian, autor de poeme satirice.

## Biografie
S-a născut la Strassburg, într-o familie de hangii. Din anul 1475 Sebastian Brant studiază la Universitatea din Basel.
În anul 1489 obține doctoratul în drept canonic și civil și apoi devine profesor de drept și poezie la Universitatea din Basel. Din anul 1492 deține cu intermitențe funcția de decan al universității, iar din anul 1500 devine consilierul juridic al orașului, iar, mai apoi, secretarul orașului până la moartea sa în anul 1521.
După absolvirea universității publică un manual de introducere în studiul dreptului, traduce poezia lui Virgiliu și operele complete ale lui Petrarca, punând bazele umanismului în Basel.
În anul 1485 se căsătorește cu Elisabeth Bürgis, fiica unui meșteșugar, cu care a avut șapte copii.
În anul 1494 publică capodopera sa "Das Narrenschiff" (Corabia nebunilor), o alegorie satirică a societății.
Moare la Strassburg la data de 10 mai 1521.

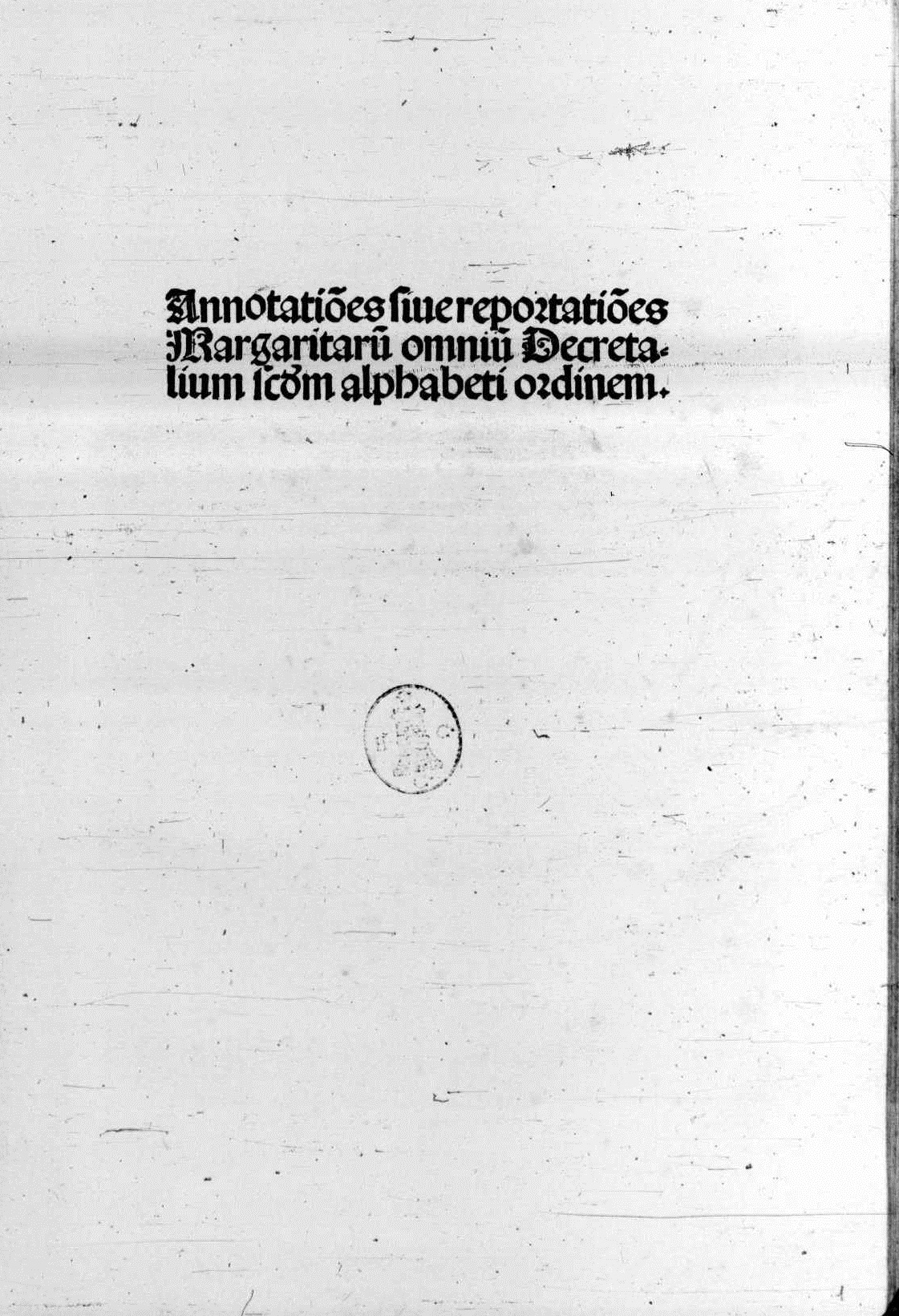
Margarita Decretalium, 1496

## Opera
- 1494: Mariae multorumque sanctorum;
- 1494: Corabia nebunilor ("Das Narrenschiff");
- 1498: Varia carmina.